# Стришава (гміна)
Гміна Стришава (пол. Gmina Stryszawa) — сільська гміна у південній Польщі. Належить до Суського повіту Малопольського воєводства.
Станом на 31 грудня 2011 у гміні проживало 11782 особи.

## Площа
Згідно з даними за 2007 рік площа гміни становила 113.24 км², у тому числі:
- орні землі: 46.00%
- ліси: 48.00%

Таким чином, площа гміни становить 16.51% площі повіту.

## Населення
Станом на 31 грудня 2011:
| Опис     | Загалом | Загалом | Чоловіки | Чоловіки | Жінки | Жінки |
| -------- | ------- | ------- | -------- | -------- | ----- | ----- |
| одиниця  | осіб    | %       | осіб     | %        | осіб  | %     |
| все      | 11782   | 100     | 5792     | 49.16    | 5990  | 50.84 |
| міське   | 0       | 100     | 0        |          | 0     |       |
| сільське | 11782   | 100     | 5792     | 49.16    | 5990  | 50.84 |

## Сусідні гміни
Гміна Стришава межує з такими гмінами: Андрихув, Єлешня, Завоя, Зембжице, Кошарава, Макув-Подгалянський, Суха-Бескідзька, Шлемень.